# Ханаматі
Ханамачі (яп. 花街, «місто квітів») — район ґейш в Японії. Слово «ханамачі» походить від японського позначення всього співтовариства ґейш — «світ квітів та верб» (яп. 花柳界, Карю: кай).

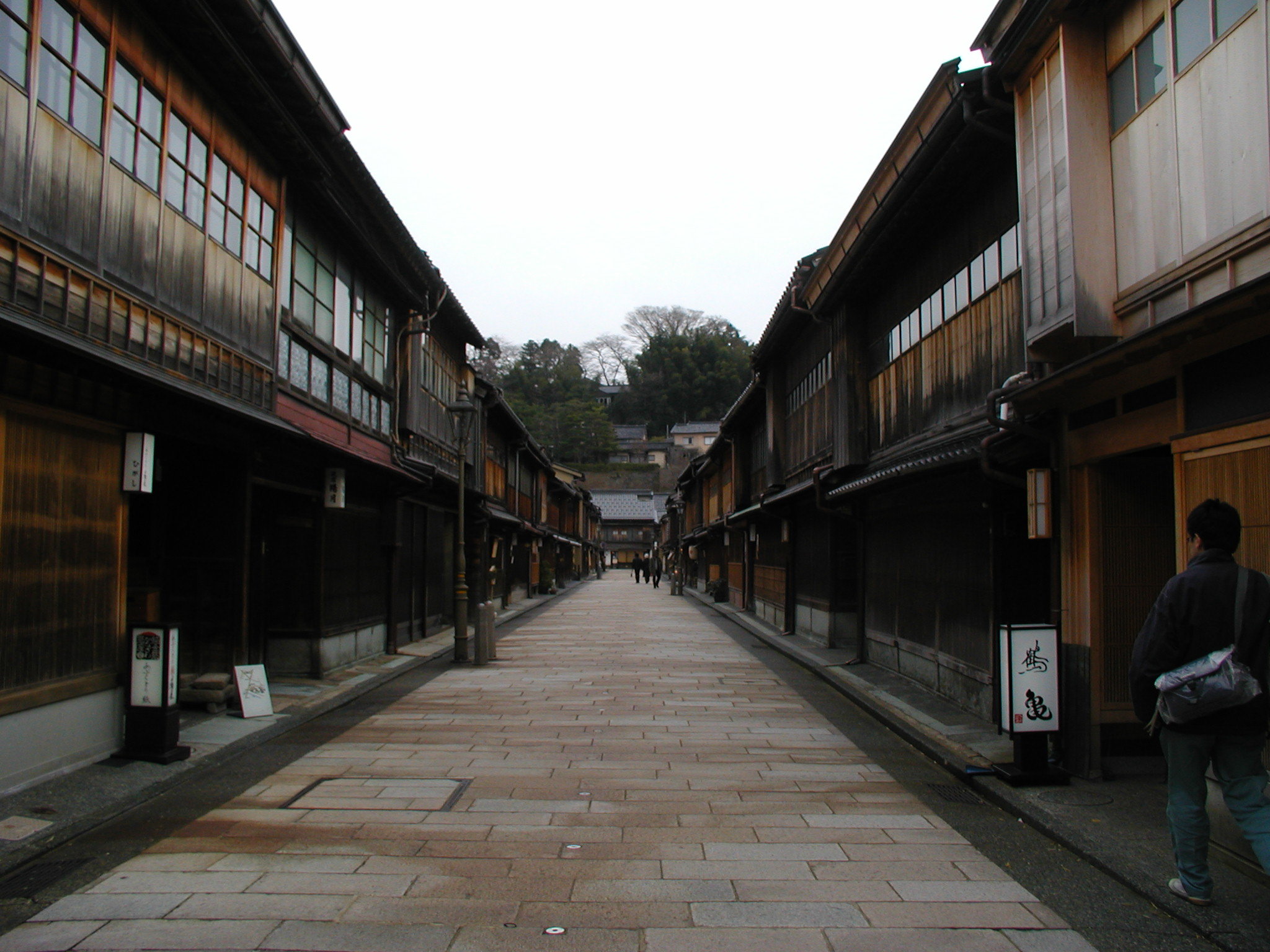
Квартал Хіґаші в Канадзаві

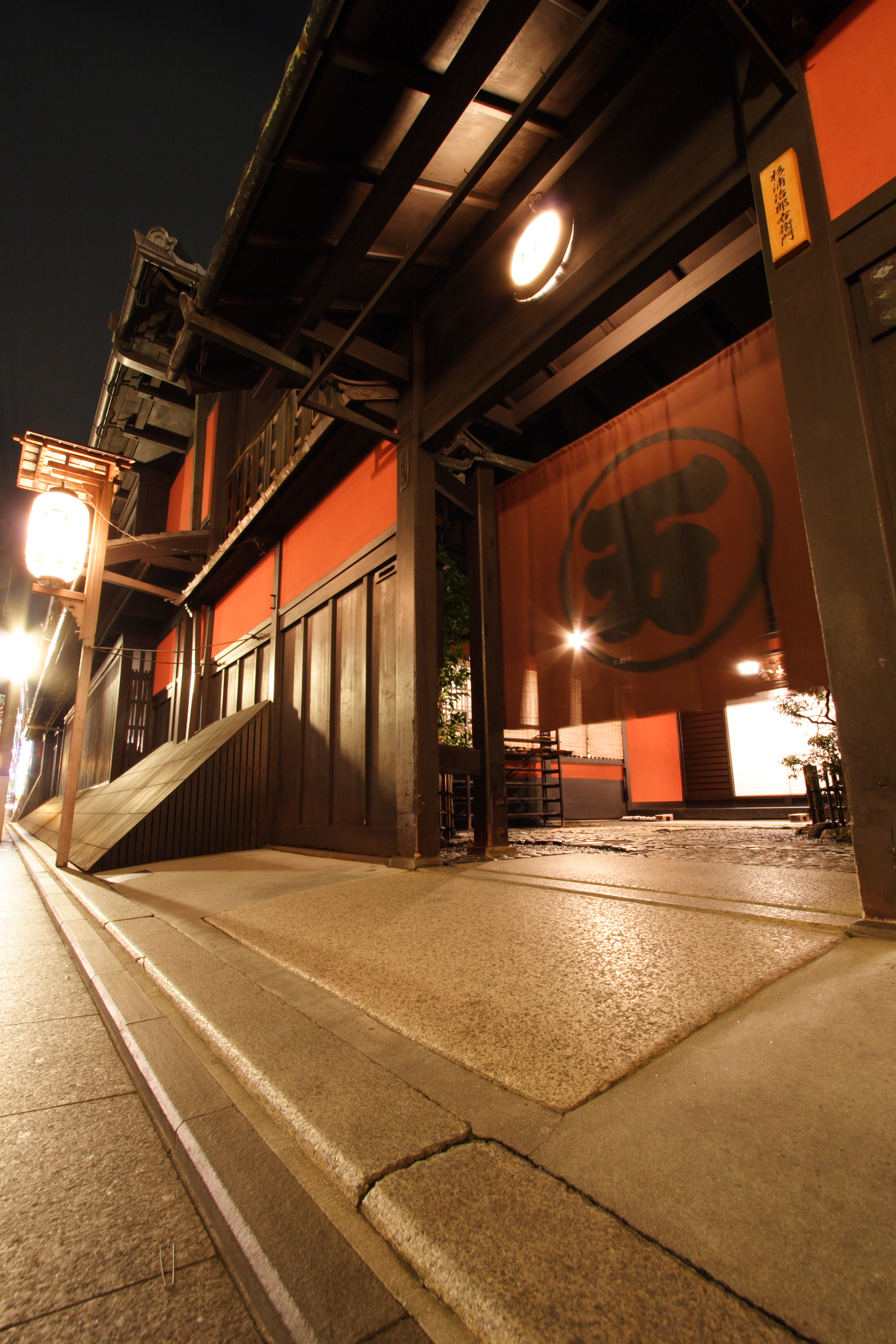
Знаменитий чайний будиночок «Ічірікі» в кіотоському кварталі Ґіон-Кобу

У кожному ханаматі зазвичай розташовуються окія (яп. 置屋, будинки ґейш), чайні будинки (чяя або о-чяя) і кабурендзо (музичні театри з кімнатами, в яких можуть проводитися заняття, а також реєстраційними офісами, які займаються бухгалтерією та деякими іншими організаційними питаннями, а також регулюють протягом життя спільноти ґейш).

## Список ханамачі
Ханамачі Кіото:
- Ґіон Кобу (яп. 祇 園甲 部)
- Ґіон Хіґаші (яп. 祇 園 東, східний Ґіон)
- Міягава-те (яп. 宮 川 町)
- Камісітікен (яп. 上 七 軒)
- Понто-чьо (яп. 先 斗 町)
- Сімабара (яп. 嶋 原)

Ханамачі Токіо:
- Шімбаші (яп. 新橋)
- Асакуса (яп. 浅 草)
- Акасака (яп. 赤 坂)
- Йоші-чьо (яп. 芳 町)
- Каґурадзака (яп. 神 楽 坂)
- Мукоджіма (яп. 向 島)
- Хачіоджі (яп. 八 王子) (в місті Хачіоджі)

Іноді до ханамачі зараховують Йошівару, але це невірно, адже це не ханамачі, а юкаку (район «червоних ліхтарів»).

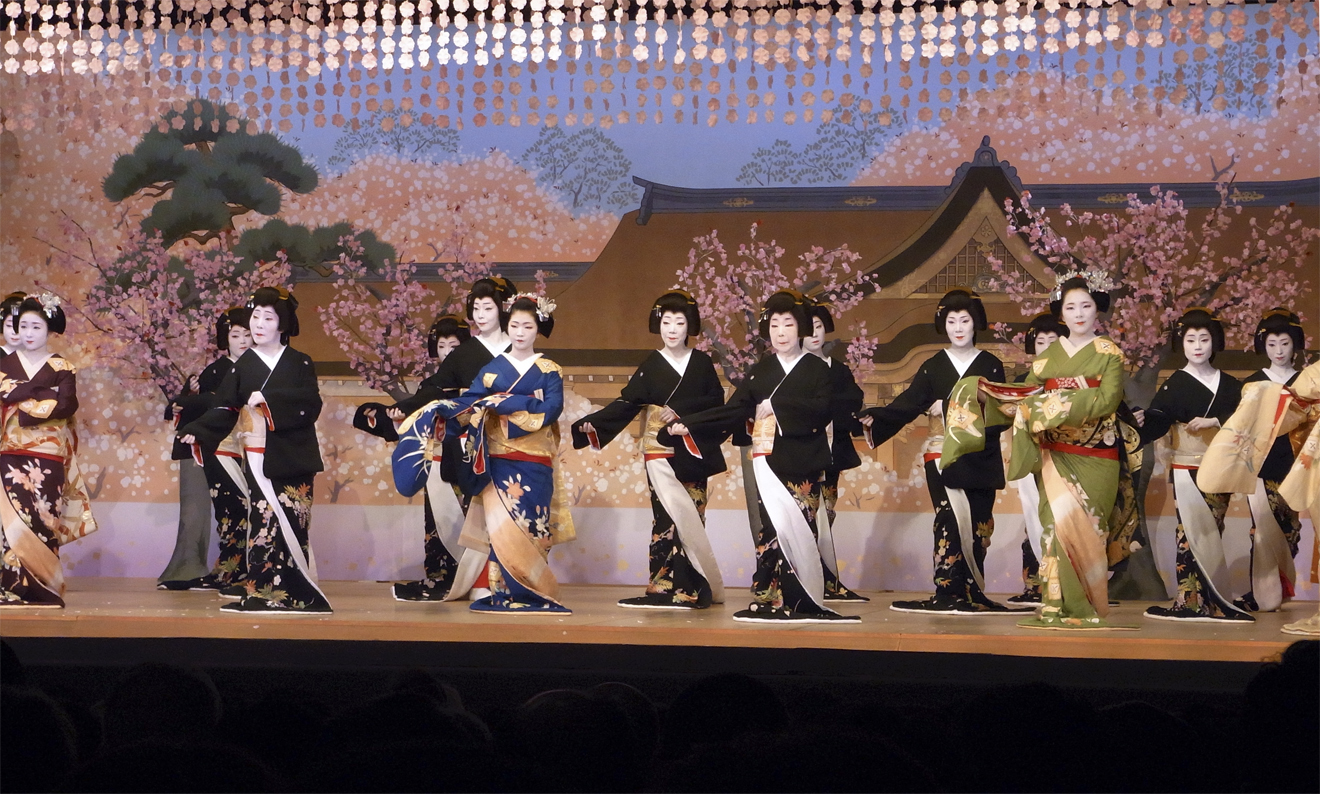
танець кабукі, який щороку виконують ґейші з Камішічіке.

Ханамачі Осаки
- Шіммачі (яп. 新 町)
- Кіташінчі (яп. 北新 地)
- Нанчі (яп. 南 地) або Мінамісінті (яп. 南 新地)
- Норіе (яп. 堀 江)

Ханамачі Канадзави
- Хіґаші-чяядай (яп. 東 茶屋 街)
- Ніші-чяядай (яп. 西 茶屋 街)
- Кадзуе-мачі (яп. 主 計 町)

Ханамачі Нари
- Ґанрін-ін (яп. 元 林 院)

Ханамачі Ніїґати
- Фурумачі (яп. 古 町)